# Jean-Charles de Borda

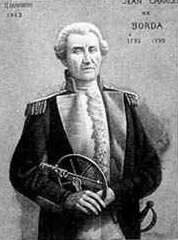
Jean-Charles de Borda

Jean-Charles de Borda, ook Chevalier de Borda, (Dax, 1733 - Parijs, 1799) was een Franse wiskundige, natuurkundige en zeevaarder. Hij nam deel aan het (opnieuw) opmeten van de meridiaan van Parijs om daaruit de meter te bepalen, samen met Méchain en Delambre. Daartoe vond hij de repetitiecirkel uit, een precisie-instrument voor het meten van hoeken. 
Borda deed ook onderzoek naar ballistiek, met name naar de invloed van de luchtweerstand op de baan van een projectiel. Verder vond hij een praktische methode om de weerstand van vloeistoffen en met name water te onderzoeken.
Een schip werd naar hem genoemd dat de Franse zeevaartschool huisvestte van 1840 tot 1913. Hij is een van de 72 Fransen wier namen in reliëf op de Eiffeltoren zijn aangebracht.

## Verkiezingen en preferendum
Van Borda is het citaat “In een goede verkiezing moeten de kiezers in staat gesteld worden om elk onderwerp af te wegen, in vergelijking met de voor- of nadelen van andere voorstellen”. Hij ontwikkelde daartoe de Borda-stemmethode (1784), die populair is gebleven onder hervormers van kiesstelsels over de hele wereld, vooral onder de voorstanders van het meerderheidsstelsel. De methode is verwant met het preferendum.